# Frontera entre Uganda y la República Democrática del Congo
La frontera entre Uganda y la República Democrática del Congo es el lindero internacional de 765 km que separa los territorios de Uganda de aquellos de la República Democrática del Congo.

## Trazado

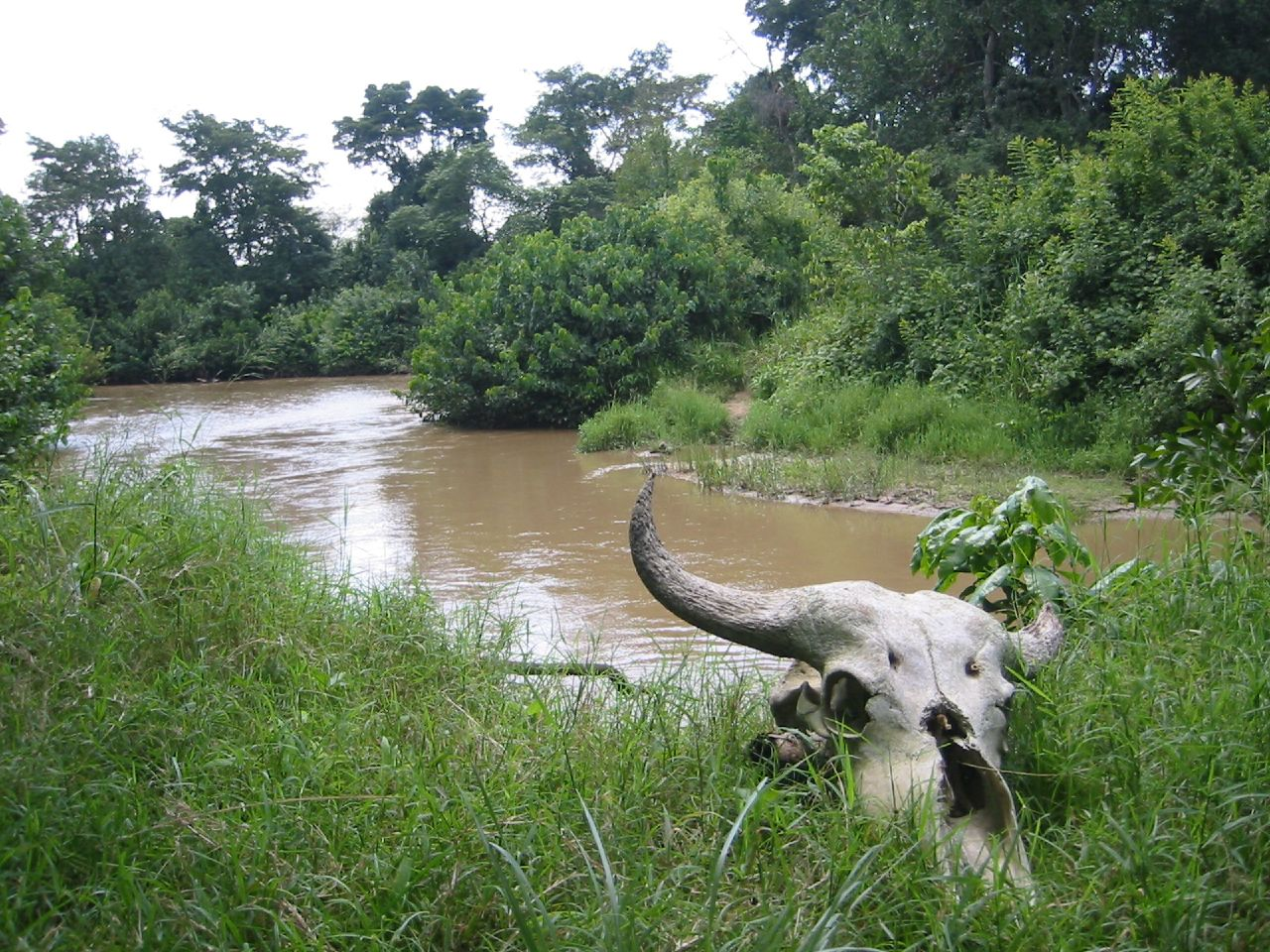
Frontera entre Uganda y la RDC.

La frontera se extiende entre el norte y el sur entre los límites entre ambos países con Sudán, al norte, y Ruanda, en el sur. Se pueden considerar cinco partes diferentes de esta frontera, de norte a sur: la terrestre entre Sudán del Sur y el norte del lago Alberto, la parte lacustre del mismo lago, de 160 km de longitud, la parte terrestre, entre el sur y el norte del lago, marcado por las montañas Ruwenzori y su cima, el monte Stanley, así como el río Semliki; el lago Eduardo, a unos 50 km de la frontera, y el margen sureste del lago Eduardo hasta la frontera con Ruanda. Ambos países se disputan la soberanía sobre la isla Rukwanzi desde 2007 debido al descubrimiento de petróleo. El conflicto se resolvió a favor de Uganda.